# Championnat de La Réunion de football 2010
Navigation
D1P 2009 D1P 2011
Le Championnat de La Réunion de football 2010 est la 61e édition de la compétition, remportée par l'US Stade Tamponnaise. C'est la dixième fois que l'USST remporte le championnat. Cette année-là, 4 clubs au lieu de 2 seront relégués en Super D2, afin de permettre l'avènement d'un championnat à 12 équipes au lieu de 14.

## Les clubs de l'édition 2010
| \| FC Avirons US Sainte-Marienne Capricorne Excelsior SS Gauloise Jeanne d'Arc AS Marsouins AJ Petite-Île Rivière Sport Saint-Denis FC Saint-Louisienne USST JSSP St-Pauloise \| Localisation des clubs engagés dans le championnat. |
| FC Avirons US Sainte-Marienne Capricorne Excelsior SS Gauloise Jeanne d'Arc AS Marsouins AJ Petite-Île Rivière Sport Saint-Denis FC Saint-Louisienne USST JSSP St-Pauloise                                                           |

- FC Avirons
- US Sainte-Marienne
- SS Capricorne (Saint-Pierre)
- SS Excelsior (Saint-Joseph)
- SS Gauloise (Bras Panon)
- SS Jeanne d'Arc (Le Port)
- AS Marsouins (Saint-Leu)
- AJ Petite-Île
- SS Rivière Sport (Saint-Louis)
- Saint-Denis FC
- SS Saint-Louisienne
- US Stade Tamponnaise (Le Tampon)
- JS Saint-Pierroise
- Saint-Pauloise

### Promus
- AJ Petite-Île
- SS Saint-Louisienne

### Relégués
- Trois-Bassins FC
- CO Terre-Sainte

## Classement final
| Rang | Équipe              | Pts | J  | G  | N  | P  | Bp | Bc | Diff |
| ---- | ------------------- | --- | -- | -- | -- | -- | -- | -- | ---- |
| 1    | USST (T)            | 79  | 26 | 15 | 8  | 3  | 37 | 15 | +22  |
| 2    | US Sainte-Marie (C) | 74  | 26 | 13 | 9  | 4  | 32 | 15 | +17  |
| 3    | St-Denis FC         | 71  | 26 | 13 | 6  | 7  | 37 | 25 | +12  |
| 4    | AS Marsouins        | 70  | 26 | 12 | 8  | 6  | 36 | 23 | +13  |
| 5    | St-Pauloise FC      | 64  | 26 | 9  | 11 | 6  | 29 | 24 | +5   |
| 6    | AJ Petite-Île (P)   | 64  | 26 | 11 | 5  | 10 | 26 | 28 | -2   |
| 7    | St-Louisienne (P)   | 63  | 26 | 10 | 7  | 9  | 30 | 24 | +6   |
| 8    | FC Avirons          | 63  | 26 | 10 | 7  | 9  | 28 | 29 | -1   |
| 9    | JS St-Pierroise     | 62  | 26 | 10 | 6  | 10 | 27 | 21 | +6   |
| 10   | AS Excelsior        | 61  | 26 | 9  | 8  | 9  | 27 | 20 | +7   |
| 11   | Jeanne d'Arc        | 57  | 26 | 8  | 8  | 10 | 31 | 31 | 0    |
| 12   | Rivière Sport       | 48  | 26 | 6  | 4  | 16 | 25 | 51 | -26  |
| 13   | Capricorne          | 42  | 26 | 3  | 7  | 16 | 19 | 48 | -29  |
| 14   | SS Gauloise         | 42  | 26 | 4  | 4  | 18 | 20 | 50 | -30  |

|  | Champion de La Réunion et qualification pour la Ligue des champions de la CAF 2011 |
|  | Qualification pour la Coupe de la confédération 2011                               |
|  | Relégation en 2e division                                                          |

## Meilleurs buteurs de l'édition 2010
| Rang | Joueur            | Club                | Buts |
| 1    | Praxis            | Saint-Denis FC      | 12   |
| -    | Mamoudou Diallo   | USST                | 12   |
| 3    | Pamphil Rabefitia | AS Marsouins        | 11   |
| -    | Salomon Kéhi      | AJ Petite-Île       | 11   |
| 5    | Andy Sophie       | SS Gauloise         | 10   |
| -    | Bob               | SS Saint-Louisienne | 10   |
| -    | Benoît Suzanne    | FC Avirons          | 10   |

## Sources
- Site perso sur les résultats de la saison 2010
- « Classement sur le site de la FFF »